# Collegium Marianum
Het Collegium Marianum, in de volksmond het Marianumcollege of simpelweg het Marianum genoemd, is een voormalig onderwijsinstituut voor voortgezet onderwijs in Venlo.

## Scholengemeenschap
De Middelbare meisjesschool voor katholieke meisjes werd in 1936 opgericht door de Ursulinen en werd gevestigd in een gebouw van de zusters aan de Kaldenkerkerweg. Na de Tweede Wereldoorlog werd de school uitgebreid met een meisjesgymnasium. Ook werd het internaat van het klooster aan de school verbonden. 
Het duurde tot 1968 met de invoering van de Mammoetwet voordat de eerste jongens op de school kwamen. Om de aanwas van leerlingen aan te kunnen, werden in eerste instantie noodgebouwen bijgebouwd, in afwachting van de oplevering van nieuwbouw aan de Casinoweg. Op 1 januari 1972 vertrok rextrix zuster Enrico Perry als laatste religieuze betrokkene. Vanaf dat moment waren de rectoren leken. In 1985 vertrokken de zusters voorgoed uit Venlo.

## Sloop van de school
De nieuwbouw van de school werd in 2008 gesloopt. Het hoofdgebouw zelf is overeind gebleven. In de jaren na de sluiting vonden veelal kunstschilders, beeldend kunstenaars en muzikanten er tijdelijk onderdak. In 2018 werden de gymzalen gesloopt. Van de schoolgebouwen is alleen het hoofdgebouw overgebleven. 
In december 2021 werd bekend dat het terrein plaats zou gaan bieden aan een nieuw zorgcomplex.

## Bekende leerlingen
- Femke-Anna Broere
- Marion Koopmans
- Jolande Sap
- Huub Stapel
- Lotte Verbeek